# Merlot Blanc
Die Weißweinsorte Merlot Blanc wird in kleineren Mengen in der französischen Region Bordeaux (zum Beispiel in den Bereichen Blayais, Bourgeais und Graves) angebaut. Im Jahr 1891 soll sie  von einem Herrn namens Guinaudie von einer Jagd in der Weinbauregion Sud-Ouest mitgebracht worden sein. Er pflanzte die Setzlinge in den Weinbergen seines Weinguts Château de Geneau in Virsac. Aufgrund einer gewissen Ähnlichkeit mit dem Merlot wurde sie Merlot Blanc genannt.
Die wuchskräftige und ertragsstarke Sorte war bis in die Mitte des 20. Jahrhunderts sehr beliebt. Bei einer Erhebung im Jahr 1958 wurden noch ca. 5280 Hektar bestockter Rebfläche ermittelt. Da die Sorte seit dem Jahr 1995 nicht mehr nachgepflanzt wird, schrumpfte ihr Bestand auf ca. 176 Hektar (Stand 2000). Heute findet sie noch Eingang in den Weinen von Entre deux mers, Côtes de Bourg, Graves de Vayres, Sainte-Foy-Bordeaux, Crémant de Bordeaux und Côtes de Blaye.
Im Jahr 2009 wurden die direkte Verwandten der Sorte Merlot Blanc festgestellt. Die rote Rebsorte Merlot sowie die Sorte Folle Blanche sind die Eltern des Merlot Blanc.

## Ampelographische Sortenmerkmale
In der Ampelographie wird der Habitus folgendermaßen beschrieben:
- Die Triebspitze ist offen. Sie ist wollig behaart und rötlich gerändert. Die Jungblätter sind weißflammig überzogen.
- Die mittelgroßen bis großen Blätter sind fünflappig und stark gebuchtet. Die Stielbucht ist lyren-förmig geöffnet. Das Blatt ist ungleichmäßig gezähnt.
- Die walzenförmige Traube ist mittelgroß, manchmal geschultert und dichtbeerig. Die rundlichen Beeren sind mittelgroß und von weißlicher Farbe.

Merlot Blanc reift fast 12 Tage nach dem Gutedel. Sie gilt somit als eher früh reifend. Der frühe Austrieb führt zu Spätfrostgefährdung.
Sie ist wenig anfällig gegen den Echten Mehltau und den Falschen Mehltau, neigt jedoch aufgrund der Dichtbeerigkeit zu Rohfäule. Außerdem wird ihr Ertrag durch den Befall von Nematoden eingeschränkt.

## Synonyme
Der Merlot Blanc wird auch Merlau blanc oder Merlaut Blanc genannt. Er wurde auch irrtümlich als Colombard bezeichnet.